# Pumas UNAH
Maillots
Le Pumas UNAH est un club hondurien de football basé à Choluteca. Le club est rattaché à l'université nationale autonome du Honduras.

## Historique
- 1965 - fondation du club

## Palmarès
- Coupe des champions de la CONCACAF : 
  - Finaliste : 1980

- Copa Interclubes UNCAF : 
  - Vainqueur : 1980

- Championnat du Honduras : 
  - Vice-champion : 1980 et 1984